# Thomas Richards (atleta)
Thomas John Henry Richards (Gales, Reino Unido, 15 de marzo de 1910-Londres, 18 de enero de 1985) fue un atleta británico, especialista en la prueba de maratón en la que llegó a ser subcampeón olímpico en 1948.

## Carrera deportiva
En los JJ. OO. de Londres 1948 ganó la medalla de plata en la maratón, recorriendo los 42,195 km en un tiempo de 2:35:07 segundos, llegando a meta tras el argentino Delfo Cabrera (oro) y por delante del belga Etienne Gailly (bronce).